# Nymphaea candida
Nymphaea candida J.Presl es una especies de planta acuática de la familia de las ninfáceas.

## Distribución geográfica
Es una planta acuática perenne, Herbácea nativa de nativa  de hábitats de agua dulce tranquilas en Eurasia. A veces es tratada como una subespecie de N. alba ( N. alba L. subsp. cándida (J.Presl) Korsh.). 
En India, China, Kazajistán, Rusia, Armenia, Georgia, suroeste de Asia, Europa boreal, central y oriental, Francia.

## Descripción
Tiene rizomas ascendentes o erectos, no ramificados. El suborbicular limbo de la hoja de 10 - 25 cm de diámetro., papiráceas, abaxialmente glabros, apenas peltadas, base cordiforme y profundamente lóbuladas  todo el margen.  Flor flotante con (6 -) 10 - 20 cm de diámetro. Cáliz de inserción en recipiente; sépalos lanceolados de 3 - 5 cm Pétalos de 20 - 25  de color blanco, aovado-oblongas de 3 - 5,5 cm, la transición gradual a estambres. Los filamentos de estambres interior más amplio que las anteras; frutas semi globosas de 2,5 a 3 cm Semillas elipsoides de 3 - 4 mm. 2n = 112, 160.